# Sébastien Delogu
Sébastien Delogu, né le 8 juin 1987 à Marseille (Bouches-du-Rhône), est un syndicaliste et homme politique français.
D’abord engagé au Parti communiste français, il rejoint ensuite La France insoumise et participe à la campagne législative de Jean-Luc Mélenchon en 2017. Il est élu député de la septième circonscription des Bouches-du-Rhône en 2022 puis réélu en 2024.

## Biographie

### Origines et jeunesse
Fils d'une mère responsable syndicale de la CGT des Bouches-du-Rhône, descendante de Pieds-noirs d'origine espagnole installés en Algérie, et d'un père chauffeur de taxi, d’origine arménienne et italienne, Sébastien Victor Delogu, grandit dans les quartiers nord de Marseille, à la cité Consolat dans le 15e arrondissement,,.

### Formation et débuts professionnels
Après une formation dans la vente dans un lycée professionnel, il obtient le brevet en candidat libre et travaille à sa majorité comme vendeur de prêt-à-porter, serveur  et agent de sécurité. À la suite de la naissance de son premier enfant, il reprend ses études.
En 2012, expulsé de son logement, le bail étant au nom de sa mère, il est un temps sans domicile fixe et dort dans sa voiture. Il s'investit alors dans la Confédération nationale du logement (CNL).

#### Chauffeur de taxi
Chauffeur de taxi la nuit pendant neuf ans, il travaille à la station Jean-Ballard du Vieux-Port de Marseille et participe à la mobilisation de 2016 contre l’ubérisation de la profession avec le slogan « Pas de taxi, pas d’impôt, pas de lits d’hôpitaux ». Il devient ainsi le porte-parole de la grève des taxis marseillais contre Uber. Il est aussi le délégué des chauffeurs marseillais dans l’assemblée de « Taxi de France » à l'échelle nationale, ce qui l'amène à rencontrer Danielle Simonnet en 2016, puis à rejoindre La France insoumise en 2017.
Entre-temps, Jean-Luc Mélenchon annonce après l'élection présidentielle de 2017 sa candidature dans la quatrième circonscription des Bouches-du-Rhône à l'occasion des législatives de 2017. Il se propose comme chauffeur et garde du corps pour la campagne, sans être payé, comme le souligne la directrice de cabinet de Jean-Luc Mélenchon. Après avoir quitté son activité de chauffeur de taxi pour la campagne électorale, il ne la reprend pas ensuite et organise en juillet 2018 la rénovation d'une école maternelle de la cité de la Viste pour dénoncer l'état des services publics de la ville de Marseille. Il travaille à l'occasion comme barman et dans des salles de concert.

### Engagement politique

#### Débuts au Parti communiste
Sébastien Delogu s'engage au sein du Parti communiste français, avant de le quitter en raison de ce qu'il perçoit comme un « manque de diversité » au sein du parti.

#### Campagnes électorales de 2017 et 2019
Sa première campagne électorale est celle de Jean-Luc Mélenchon lors des législatives de 2017 à Marseille.
Lors des élections européennes de 2019, il est candidat en vingt-quatrième position sur la liste de la France insoumise conduite par Manon Aubry, qui obtient 6,3 % des suffrages exprimés et six des 74 sièges français. Pendant la campagne, il organise des actions symboliques à Marseille, comme l'utilisation de fumigènes à L'Estaque pour dénoncer la pollution des navires de croisière.
Après avoir annoncé sa candidature pour être tête de liste à Marseille lors des élections municipales de 2020, il se retire en juillet 2019 après le faible score de son parti lors des élections européennes.

#### Député
Lors des législatives de 2022, il est candidat de La France insoumise - NUPES dans la septième circonscription des Bouches-du-Rhône. En tête au premier tour, il est élu au second avec 64,68 % des voix.
Le 7 mars 2024, il dépose une demande de commission d'enquête parlementaire sur « Marseille en grand », un « plan d'investissement massif » annoncé par Emmanuel Macron en 2021, qui comporte des « dysfonctionnements » et « fragilités », selon un rapport de la Cour des comptes et la Chambre régionale des comptes  selon BFMTV.
Le 28 mai 2024, il est exclu pour 15 jours de l'Assemblée nationale pour avoir brandi, lors d'une séance de questions au gouvernement, un drapeau de la Palestine, et privé de la moitié de son indemnité parlementaire pour deux mois, sanction la plus sévère. Les quatre partis de gauche, PS, écologistes, communistes et LFI ont tous voté contre. Cette action s'inscrit dans un contexte de bombardements israéliens sur des camps de déplacés à Rafah (sud de la bande de Gaza) ayant fait une cinquantaine de morts,. Le motif est une « manifestation troublant l'ordre ou une scène tumultueuse », cas prévus par l'article 70 du règlement intérieur. Naïma Moutchou, vice-présidente Horizons de l'Assemblée souligne que cette sanction disproportionnée met en jeu la « crédibilité en tant qu'institution » de l'Assemblée car Sébastien Nadot (ex-LREM) avait écopé d'un simple rappel à l'ordre pour une autre banderole dans l'hémicycle, tandis que LFI souligne que Yaël Braun-Pivet a porté dans l'hémicycle un drapeau israélien sur sa veste. La sanction correspond à une « application souple du droit à l'Assemblée » pour l'universitaire Benjamin Morel : la sanction est « très élevée, plus que ce qui se pratique pour ce type d'acte » et « reste une appréciation politique, en fonction de la sensibilité du sujet, liée à sa lecture conjoncturelle et politique ». Sébastien Delogu saisit la Cour européenne des droits de l'homme deux jours plus tard.
Lors des législatives de 2024, Sébastien Delogu, candidat de La France insoumise - Nouveau Front populaire, est réélu au premier tour avec 59,67 % des voix. Il siège à la Commission des finances, de l'économie générale et du contrôle budgétaire.
Il reçoit une lettre de menace de mort avec une balle d'arme à feu jointe en janvier 2025 signée par un « comité "732" », groupe d'extrême droite identitaire dont le nom fait référence à la bataille de Poitiers . D'autres députés, dont Thomas Portes, avaient précédemment reçu des lettres de menaces signés par ce même « comité »,.
Le 30 juin 2025, à la suite d'un déplacement en Algérie, il fait polémique après avoir appelé à un « dialogue d'égal à égal » entre la France et l'Algérie, s'en prenant explicitement au ministre de l'Intérieur Bruno Retailleau, et revendiquant une posture fondée sur « le respect, la souveraineté et le droit international ». Des internautes l'accusent sur X de n'avoir fait aucun commentaire sur l'arrestation de l'écrivain franco‑algérien Boualem Sansal (condamné à cinq ans de prison ferme pour « atteinte à l'unité nationale ») ni sur le journaliste sportif Christophe Gleizes (condamné à sept ans de prison pour « apologie du terrorisme »), y voyant un manque de solidarité avec ces deux Français emprisonnés en Algérie, alors que LFI avait réclamé leur libération. Face aux critiques, La France Insoumise prend ses distances : le parti affirme que les propos de Delogu étaient personnels et ne reflétaient ni le groupe parlementaire, ni le mouvement, tout en réaffirmant son appel à la libération de Sansal et Gleizes,,.

## Affaires judicaires

### Condamnation pour violences volontaires sur fonctionnaires
Sébastien Delogu comparaît en janvier 2025 pour « violences aggravées » et « refus de se soumettre aux opérations de relevés signalétiques » lors d'une altercation devant le lycée Saint-Exupéry de sa circonscription le 10 mars 2023,,. Le député était venu soutenir les ouvriers grévistes d'une entreprise située à proximité de l'établissement scolaire avant d'intervenir lors d'une altercation entre des élèves souhaitant bloquer leur lycée dans le cadre de la contestation de la réforme des retraites et des membres du personnel. Il est accusé d'avoir causé « une incapacité totale de travail (ITT) d'une journée » par des coups de pied dans les chevilles du proviseur adjoint et de la conseillère principale d’éducation (CPE) du lycée.
Un communiqué des syndicats CGT, FO, Snes et SUD affirme que des violences ont été exercées initialement par des membres de la direction de l'établissement contre des élèves participant aux blocages, conduisant des enseignants et Sébastien Delogu à tenter de s'interposer. Selon le communiqué, le député a alors « lui-même été pris à partie physiquement par un membre de la direction ».
Lors du procès, le procureur a requis six mois de prison avec sursis et une amende de 1 000 €. Les débats ont mis en lumière des récits contradictoires : d’un côté, les plaignants accusent le député d’actes de violence ; de l’autre, Sébastien Delogu se défend en affirmant avoir voulu protéger les élèves et avoir été agressé en retour.
Il est condamné en février 2025 à 5 000 € d'amende pour violences volontaires sur des membres du personnel de l’Éducation nationale et doit également verser 1 600 € d'indemnités aux deux fonctionnaires par le tribunal correctionnel de Marseille,. Son avocat annonce vouloir faire appel de la décision judiciaire.

### Enquête pour vol et recel de vol de documents
Le 15 mai 2025, le domicile et la permanence parlementaire de Sébastien Delogu sont perquisitionnés dans le cadre d'une enquête préliminaire ouverte en octobre 2024 à la suite de la plainte d'Isidore Aragones, contre Sébastien Delogu et Manuel Bompard, affirmant que des documents personnels lui ont été volés. Cette enquête, confiée à la brigade financière de la Division de la criminalité organisée et spécialisée (DCOS), porte sur des soupçons de vol, recel de vol, mise en danger par révélation d'informations relatives à la vie privée par communication publique en ligne, et atteinte au secret des correspondances. En septembre 2024, Delogu avait saisi le procureur de la République de Marseille, en vertu de l'article 40 du code de procédure pénale (relatif à la dénonciation de faits délictueux auprès du procureur de la République), concernant la gestion de la société Laser Propreté, prestataire de services de nettoyage pour la gare Saint-Charles et la Régie des transports métropolitains (RTM), soupçonnée de détournements de fonds. Il a déclaré que les perquisitions visaient à obtenir les documents ayant étayé son signalement,.

## Résultats électoraux

### Élections européennes
| Année | Liste | Liste | Circonscription | Position sur la liste | Voix      | %    | Rang | Sièges |
| ----- | ----- | ----- | --------------- | --------------------- | --------- | ---- | ---- | ------ |
| 2019  |       | LFI   | France entière  | 24e                   | 1 428 548 | 6,31 | 5e   | 6 / 79 |

### Élections législatives
| Année | Parti  | Parti | Circonscription         | Premier tour | Premier tour | Premier tour | Second tour | Second tour | Second tour | Issue |
| Année | Parti  | Parti | Circonscription         | Voix         | %            | Rang         | Voix        | %           | Rang        | Issue |
| ----- | ------ | ----- | ----------------------- | ------------ | ------------ | ------------ | ----------- | ----------- | ----------- | ----- |
| 2022  |        | LFI   | 7e des Bouches-du-Rhône | 6 904        | 37,88        | 1er          | 11 960      | 64,68       | 1er         | Élu   |
| 2024  | 21 124 | LFI   | 7e des Bouches-du-Rhône | 59,67        | 1er          |              |             |             | Élu         |       |